# Un milione di cose da dirti
Un milione di cose da dirti è un singolo del cantautore italiano Ermal Meta, pubblicato il 4 marzo 2021 come secondo estratto dal quarto album in studio Tribù urbana.

## Descrizione
Terza traccia dell'album, il brano è stato eseguito per la prima volta in occasione della partecipazione di Meta al Festival di Sanremo 2021, classificandosi terzo alla serata finale.

## Tracce
Testi di Ermal Meta, musiche di Ermal Meta e Roberto Cardelli.
1. Un milione di cose da dirti – 3:32

## Formazione
Musicisti
- Ermal Meta – voce, arrangiamento, chitarra elettrica, chitarra acustica, strumenti ad arco, sintetizzatore
- Emiliano Bassi – batteria
- Valeriano Chiaravalle – pianoforte
- Berardino Rubini – basso
- Simone Pavia – chitarra acustica
- Roberto Cardelli – organo Hammond
- Giordano Colombo – tastiera aggiuntiva

Produzione
- Cristian Milani – produzione, missaggio
- Ermal Meta – produzione
- Antonio Baglio – mastering

## Classifiche
| Classifica (2021) | Posizione massima |
| ----------------- | ----------------- |
| Italia            | 10                |